# Mekiš
Mekiš (em cirílico: Мекиш) é uma vila da Sérvia localizada no município de Doljevac, pertencente ao distrito de Nišava. A sua população era de 1088 habitantes segundo o censo de 2011.

## Demografia
| 1948 | 1953 | 1961 | 1971 | 1981 | 1991 | 2002 | 2011 |
| ---- | ---- | ---- | ---- | ---- | ---- | ---- | ---- |
| 1147 | 1188 | 1232 | 1167 | 1225 | 1198 | 1137 | 1088 |